# Micrearota vestigialis
Micrearota vestigialis är en skalbaggsart som först beskrevs av Wilhelm Ferdinand Erichson 1839.  Micrearota vestigialis ingår i släktet Micrearota och familjen kortvingar. Inga underarter finns listade i Catalogue of Life.